# Sirogojno
Sirogojno (serbisch-kyrillisch Сирогојно) ist ein Dorf in Serbien mit 630 Einwohnern (Stand 2011). Es ist Teil der zum Okrug Zlatibor gehörenden Opština Čajetina.

## Geografie

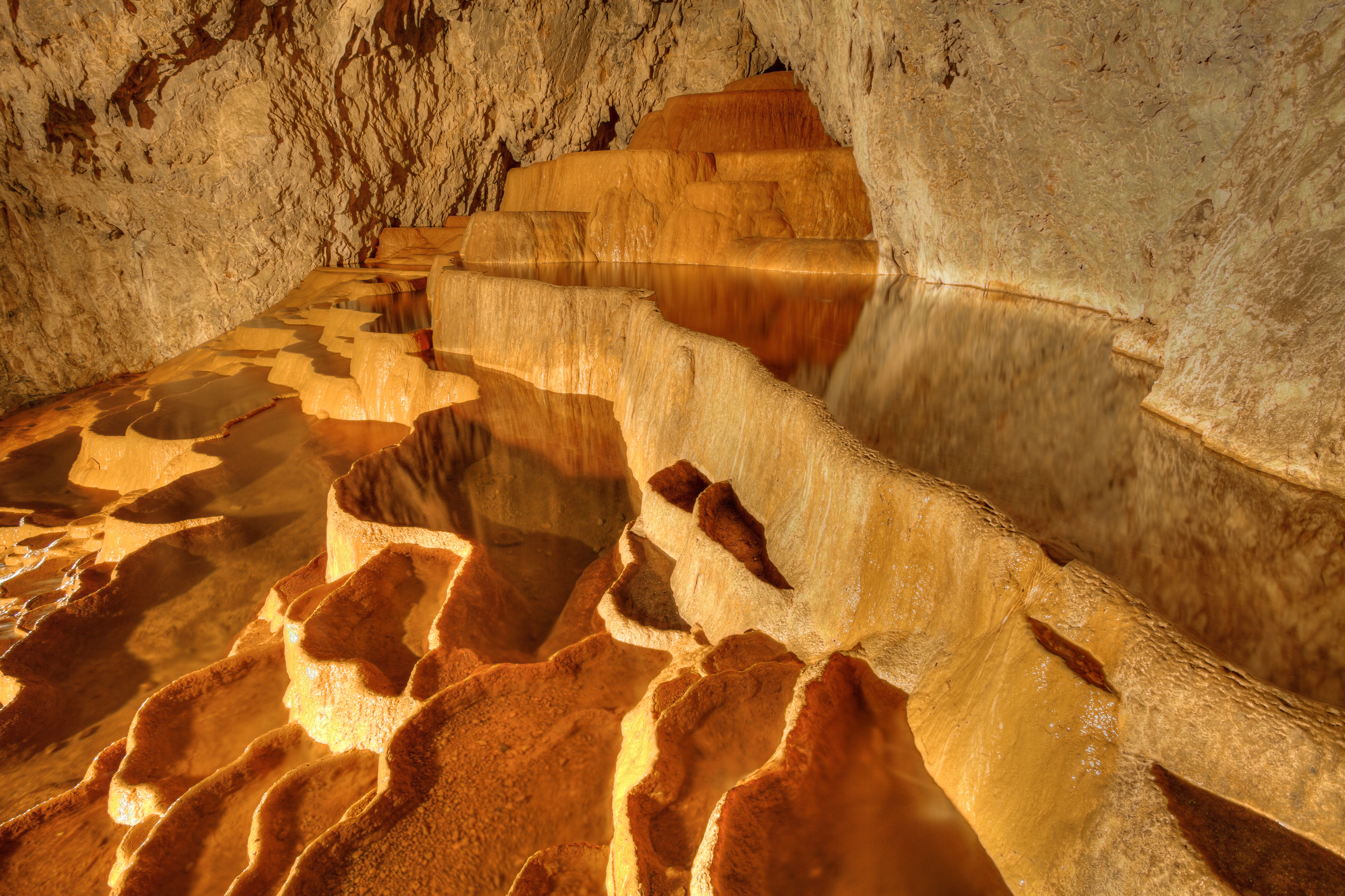
Stopića-Höhle

Sirogojno liegt im Westen des Landes auf 911 m.ü.A. in den Zlatibor-Bergen. In der Nähe des Dorfes befindet sich die Kalkstein-Höhle Stopića.

## Sehenswürdigkeiten
Das Dorf zählt zu den serbischen Kulturdenkmälern mit besonderer Bedeutung. Größte Attraktion in Sirogojno ist das Freilichtmuseum Muzej Staro selo (Museum Altes Dorf), das auf annähernd 15 Hektar das Leben im 19. Jahrhundert in der Zlatibor-Region darstellt. Gezeigt werden die traditionellen Holzhäuser, eine Bäckerei, eine Molkerei und eine alte Gaststätte.
Wiedererrichtet wurde die serbisch-orthodoxe Kirche St. Peter und Paul aus dem Jahr 1764 mit Werken des Ikonenmalers Simeon Lazović. Neben der Kirche liegt der orthodoxe Friedhof des Dorfes.

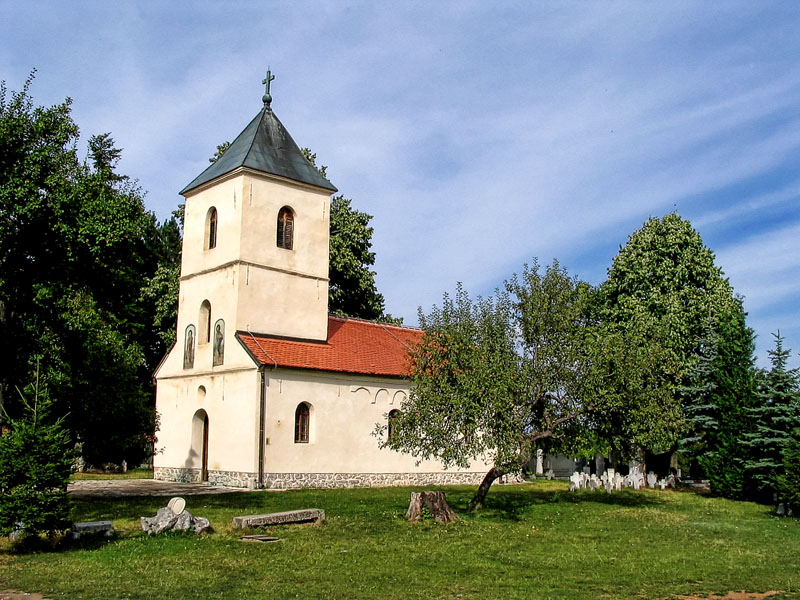
Orthodoxe Kirche
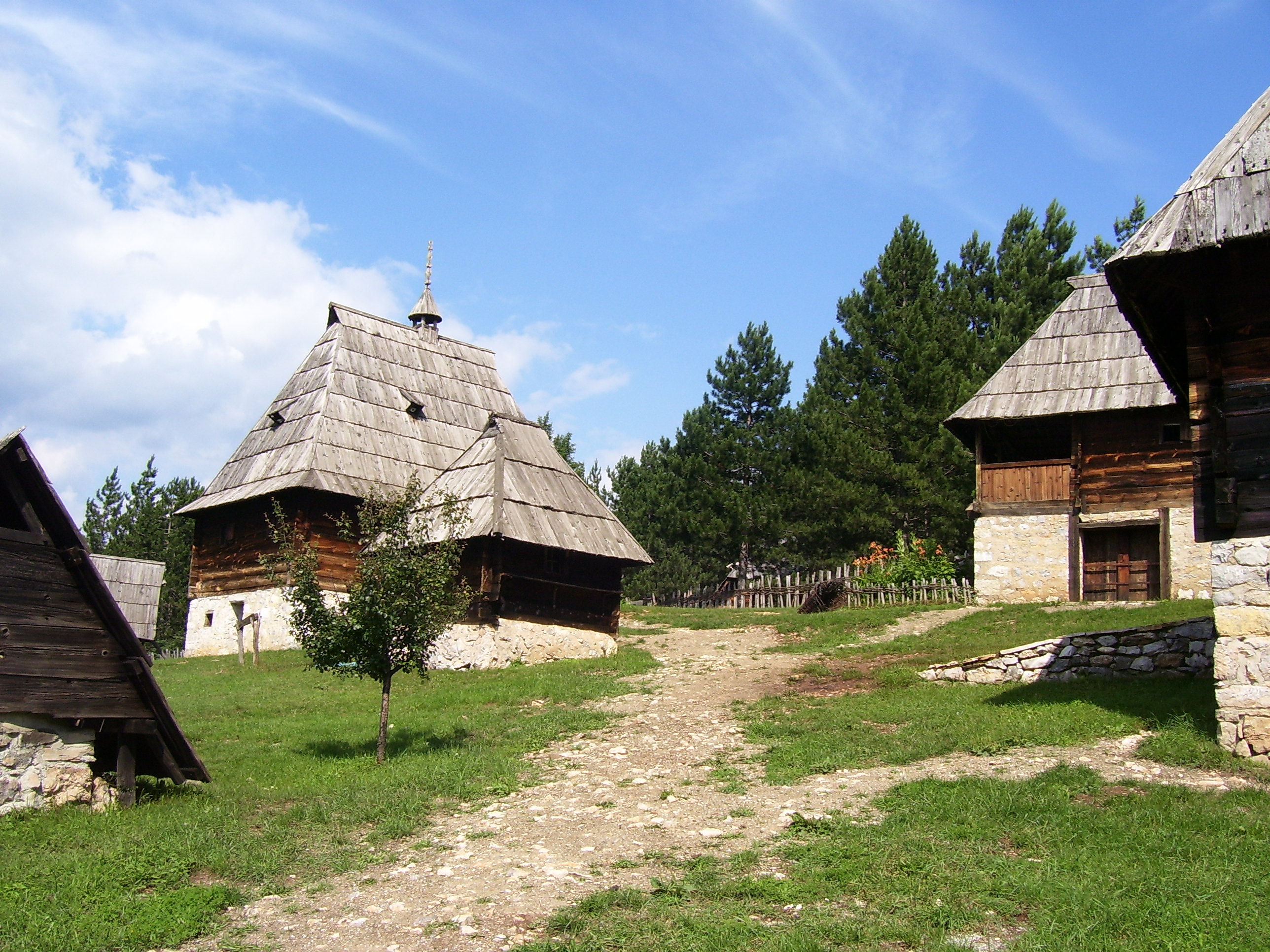
Freilichtmuseum

## Bevölkerung
Im Jahr 2002 hatte der Ort 763 Einwohner.
| 1948 | 1953 | 1961 | 1971 | 1981 | 1991 | 2002 |
| ---- | ---- | ---- | ---- | ---- | ---- | ---- |
| 1055 | 1129 | 1099 | 962  | 890  | 844  | 763  |